# 格林菲爾德米爾斯 (印地安納州)
格林菲爾德米爾斯（英語：Greenfield Mills）是位於美國印地安納州拉格蘭奇縣的一個非建制地區。該地的面積和人口皆未知。